# Fabriciana subornatissimoides
Fabriciana subornatissimoides is een vlinder uit de familie van de Nymphalidae. De wetenschappelijke naam van de soort is voor het eerst geldig gepubliceerd in 1925 door Reuss.